# 메노라

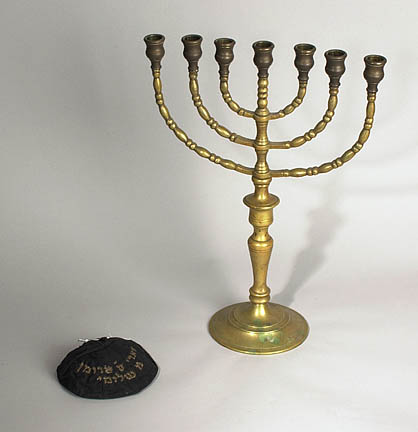
므노라

므노라(히브리어: המנורה, 영어: temple menorah, 개역판에서는 '등대')는 히브리어로 '촛대'라는 뜻이며 유대교의 제식에서 쓰이는 중요한 상징적 의미를 갖고 있다. 때문에 이스라엘의 국장에는 메노라가 그려져 있다. 일곱 개의 촛대는 모세가 시나이산에서 십계명을 받을 때 숲에서 불이 피어오르나 타지 않는 떨기나무에서 나타난 하나님을 상징하고 있다. 성경 출애굽기 25장 31절부터 40절까지 성막을 만들 시절의 므노라 제작에 대한 하나님의 지시가 나와 있다. 이 므노라는 하나님께로부터 나오는 진리의 빛을 상징한다고 한다.

## 같이 보기
- 다윗의 별